# Black, brown and beige: En film om tobak
Black, brown and beige: En film om tobak er en dansk dokumentarfilm instrueret af Hans Christensen.